# Раполано-Терме
Раполано-Терме (італ. Rapolano Terme) — муніципалітет в Італії, у регіоні Тоскана, провінція Сієна.
Раполано-Терме розташоване на відстані близько 175 км на північний захід від Рима, 65 км на південний схід від Флоренції, 23 км на схід від Сієни.
Населення — 5269 осіб (2014).

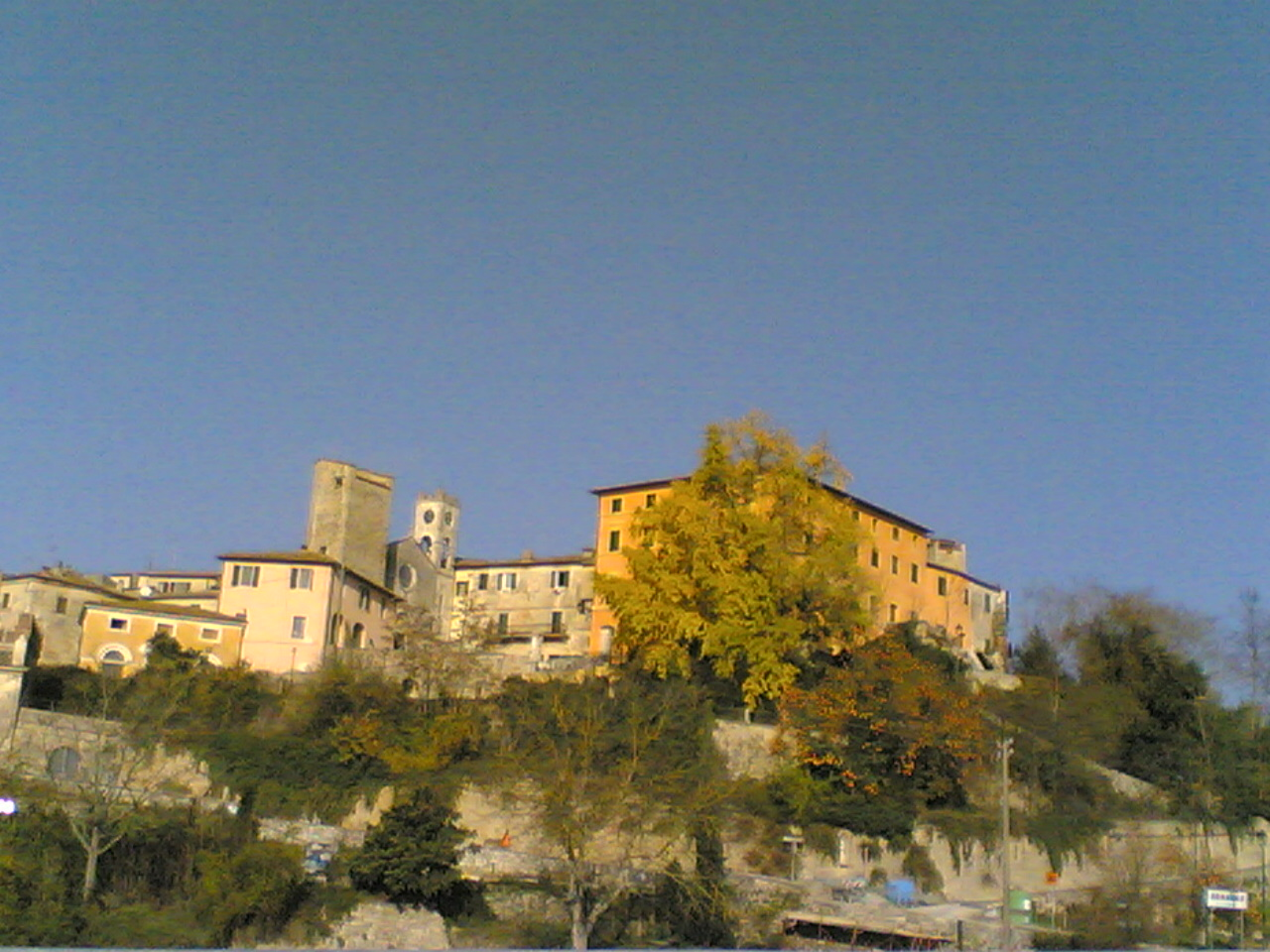

Щорічний фестиваль відбувається 15 серпня. Покровитель — Vergine Maria Assunta.

## Демографія
Населення за роками:

Станом на 1 січня 2023 року в муніципалітеті офіційно проживало 540 іноземців з 49 країн, серед них 142 громадяни країн Євросоюзу та 28 громадян України.

## Сусідні муніципалітети
- Ашано
- Бучине
- Кастельнуово-Берарденга
- Лучиньяно
- Монте-Сан-Савіно
- Сіналунга
- Трекуанда